# 張鯉 (康熙進士)
張鯉，浙江省紹興府上虞縣人，清朝政治人物、同进士出身。
康熙三十九年（1700年）庚辰科进士，授寧波府教授。